# Euplectrus marginatus
Euplectrus marginatus är en stekelart som beskrevs av William Harris Ashmead 1885. Euplectrus marginatus ingår i släktet Euplectrus och familjen finglanssteklar.
Artens utbredningsområde är Nicaragua. Inga underarter finns listade i Catalogue of Life.